# AZ Magazine
Het AZ Magazine was een televisieprogramma op de Nederlandse regionale zender RTV Noord-Holland. Het programma werd iedere vrijdag uitgezonden om 18.30 uur, 20.30 uur en 22.30 uur.
In dit televisieprogramma staat voetbalclub AZ centraal, er wordt onder andere gekeken naar de afgelopen en de komende wedstrijd, er wordt een vraag beantwoord door trainer Gertjan Verbeek en er zijn interviews met trainers en spelers. Vaste onderdelen zijn AZes(6 mooiste momenten) en de kijkersvraag.
Inmiddels wordt AZ Magazine niet meer uitgezonden op RTV Noord-Holland. Op de zender Eredivisie Live wordt wel het programma AZ TV uitgezonden.